# Randall Balmer
Randall Herbert Balmer (* 22. Oktober 1954 in Chicago) ist ein US-amerikanischer Religionshistoriker. Er ist seit 2012 Professor für Theologie am Dartmouth College und war zuvor 27 Jahre Professor für Religionsgeschichte am Barnard College der Columbia University. Zudem ist er ein Herausgeber von Christianity Today sowie seit 2006 Priester der Episkopalkirche.

## Leben und Wirken
Randall Balmer ist der älteste von fünf Söhnen des Pastors Balmer, der in der Evangelical Free Church of America tätig war. Die Familie lebte in Nebraska, Minnesota und Michigan. Die High School absolvierte er in Des Moines, Iowa, wo er zusätzlich ein eigenes, kleines Reinigungsgeschäft betrieb. Er erhielt seinen Bachelor 1976 am Trinity College in Deerfield. 1981 machte er an der Trinity Evangelical Divinity School gleicherorts einen Master. Im Jahr darauf erlangte er einen weiteren Master an der Princeton University in Princeton, New Jersey, und dort 1985 seinen Ph.D. Im Jahr 2001 erhielt er einen Master of Divinity des Union Theological Seminary in New York City.
Von 1985 bis 2011 lehrte er als Professor für amerikanische Religionsgeschichte (englisch: American Religious History) an der Columbia University. 2012 kam er als Professor ans Dartmouth College. Er war Gastprofessor in Princeton University, Yale University, Northwestern University, Emory University, an der Graduate School of Journalism der Columbia University und an der Yale Divinity School von 2004 bis 2008. 2006 wurde er zum Priester der Episcopal Church ordiniert, und seither arbeitet er teilzeitlich als Pfarrer (englisch: Rector) in zwei Episkopalkirchen in Middle Haddam, Connecticut, mit.
Balmer forscht über die Religion in Nordamerika von der Kolonialisierung im 17. Jahrhundert und bis ins 21. Jahrhundert. Er veröffentlichte mehrere Bücher zur amerikanischen Religionsgeschichte und publizierte die „Encyclopedia of Evangelicalism“. Sein Buch „Mine Eyes Have Seen the Glory: A Journey into the Evangelical Subculture in America“ war Grundlage einer dreiteiligen Dokumentation im amerikanischen öffentlichen Fernsehen PBS. Andere Dokumentation von ihm, die auf PBS gesendet wurden, sind „Crusade: The Life of Billy Graham“ und „In the Beginning: The Creationist Controversy.“
Balmer publizierte nebst vielen Fachartikel und über fünfzehn Bücher auch populäre Beiträge in Zeitungen wie The Los Angeles Times, The Philadelphia Inquirer, The Dallas Morning News, The St. Louis Post-Dispatch, The Minneapolis Star-Tribune, The New York Times und im Christian Century. Er wird regelmäßig von Radio- und Fernsehstationen wie National Public Radio (NPR), Colbert Report und The Daily Show mit Jon Stewart angefragt, um zu religiösen Fragen im amerikanischen Leben Auskunft zu geben und Stellung zu nehmen. In der Daily Show vom 5. Februar 2009 trat er zusammen mit Jon Stewart auf.
In mehreren Gerichtsfällen trat er als Fachexperte in religiösen Fragen auf, so im Fall Snyder gegen Phelps, Glassroth gegen Moore und im Fall der Alabama Ten Commandments.

## Familie
Balmer ist verheiratet mit Catharine Randall, die Französischprofessorin am Dartmouth College war. Sie haben zwei Söhne, eine Tochter und ein Enkelkind (Stand 2022).

## Ehrungen
Balmer erhielt zwei Ehrendoktortitel:
- Eastern University, 2008.
- University of the South, 2018.[11]

Im Jahr 2024 gewann er den Martin E. Marty Award for the Public Understanding of Religion, genannt Marty Award.

## Schriften (Auswahl)
- Mine Eyes Have Seen the Glory: A Journey into the Evangelical Subculture in America, Oxford University Press, New York 1989, ISBN 978-0-19-505117-9.
- Blessed Assurance: A History of Evangelicalism in America, Beacon Press, Boston 1999, ISBN 0-8070-7711-9.
- Protestantism in America, Columbia University Press, New York 2002, ISBN 0-231-11130-4.
- Encyclopedia of Evangelicalism, Westminster John Knox Press, 2002, ISBN 0-664-22409-1; Baylor University Press, Waco 2004, ISBN 1-932792-04-X.
- Thy Kingdom Come: How the Religious Right Distorts the Faith and Threatens America, Basic Books, New York 2006, ISBN 0-465-00519-5.
- God in the White House: How Faith Shaped the Presidency from John F. Kennedy to George W. Bush, HarperOne, San Francisco 2008, ISBN 0-06-073405-1.
- The Making of Evangelicalism: From Revivalism to Politics and Beyond, Baylor University Press, Waco 2010, ISBN 978-1-60258-243-9.
- First Freedom: The Fight for Religious Liberty, Covenant Communications Inc., 2012, ISBN 978-1-60861-907-8.
- Mine Eyes Have Seen the Glory: A Journey into the Evangelical Subculture in America, 2014.
- Redeemer: The Life of Jimmy Carter, Basic Books, New York 2014, ISBN 978-0-465-02958-7; 2. Auflage, University of North Carolina Press, Chapel Hill 2024.
- zusammen mit Jana Riess (Hrsg.): Mormonism and American Politics, Columbia University Press, New York 2015, ISBN 978-0-231-54089-6.
- Evangelicalism in America, Baylor University Press, Waco 2016, ISBN 978-1-4813-0597-6.
- Bad Faith: Race and the Rise of the Religious Right, Eerdmans, Grand Rapids 2021, ISBN 978-0-8028-7934-9.
- Solemn Reverence: The Separation of Church and State in American Life, Steerforth Press, Hanover 2021.
- Passion Plays: How Religion Shaped Sports in North America, University if North Carolina Press, Chapel Hill 2022, ISBN 978-1-4696-7006-5.
- Saving Faith: How American Christianity Can Reclaim Its Prophetic Voice, Fortress Press, Minneapolis 2023, ISBN 978-1-506-48806-6.